# 東門里福德宮
25°02′23″N 121°31′22″E / 25.039851°N 121.522789°E
東門里福德宮，是位於臺灣臺北市中正區東門、林森南路巷內的土地祠，為臺北市政府用《文化資產保存法》以保護珍貴老樹的理由來保存廟宇的案例。

## 歷史沿革
據中正區東門里劉姓老里長回憶，日治時期當地為臺灣總督府宿舍區，有名日本人的宿舍後院種有一棵榕樹，供俸一顆上面寫著「福神」的石頭。戰後，宿舍新主人是信奉天主教的臺灣銀行高級主管，宿舍後院不再開放給土地公信眾進出。約1973年，一位在童年時與日本小孩為玩伴的老人，在與該主管的子媳談過後，讓屋主願意於農曆每月初二與十六將後院開放給民眾進行祭拜。
不久，屋主從臺灣銀行退休，兒媳也移民美國，宿舍與後院就還給臺灣銀行，宿舍則被建商買去重建，而後院未被收購成為畸零地。1979年，老樹旁建立土地公廟。1996年，國有財產局開始清查公家機關地產，要求此土地公廟搬遷。廟宇在該年2月面臨拆除，引起老樹認養人劉兆琳、東門里長鄭登甲及地方人士林火爐、黃金爐等人陳請，表示日治時期樹下就有土地公，老樹下成為成為眾人活動、膜拜、開會場所，拆廟會危及老樹、又當地尚無里民活動中心，廟址又只占地廿坪，很希望兩者都能保留。
同年7月報導時，中正區公所向市府建議依《文化資產保存法》，把已由民政局列管保護、林森南路61巷的老樹旁土地變更為公共設施保留地，被記者說是將創下臺北市首次案例。當時市政府亦同意保存永平福德宮，作為廟宇與校園共存的首例。
經協調後，銀行同意把東門里福德宮廟舍所占的兩坪畸零地租與廟方管理委員會。2003年，臺灣銀行要將此地還給國有財產局，里長便趁此時買下廟地。廟址為林森南路61巷15弄6號。2009年，國有財產局以「不當得利」的理由追討大約新台幣兩百萬元，東門里因經費依然不足，於是便尋求立委以讓土地公廟以綠化的名目來維持。
過去2001年，廟旁的榕樹有些病變，切除患部之後大抵無恙。但2015年9月28日晚上，原高20公尺的老榕樹受杜鵑颱風影響倒塌，廟宇也廟宇基座連根拔起，前里長劉兆琳則慶幸無傷到旁邊民宅。

## 相關圖片
- 仁愛路一段的入口。
- 沿革
- 福德榕遺址